# Gregory (cratère lunaire)
Pour les articles homonymes, voir Gregory.
Gregory est un cratère d'impact lunaire situé sur la face cachée de la Lune. Il est situé au sud-est du cratère Ibn Firnas et au nord-nord-est de Bečvář. À environ un diamètre de cratère plus au nord se trouve le cratère Morozov (en), plus petit.
Il s'agit d'un cratère usé et érodé. Son bord nord est dégradé par les impacts. À l'extérieur, au sud-ouest, se trouve Gregory Q, un cratère satellite de taille comparable à celui de Gregory. À l'intérieur, on trouve les vestiges d'un petit rebord de cratère le long de la paroi interne nord-ouest. À l'est de Gregory et s'étendant vers le sud-est, se trouve une chaîne de cratères appelée Catena Gregory.
Le cratère a été nommé d'après l'astronome et mathématicien écossais du XVIIe siècle James Gregory par l'Union astronomique internationale en 1970. Bien que Gregory lui-même n'ait pas été numéroté, son cratère satellite Gregory Q était connu sous le nom de Crater 282 avant d'être nommé en 2006,.

## Cratères satellites
Par convention, ces caractéristiques sont identifiées sur les cartes lunaires en plaçant la lettre sur le côté du point médian du cratère le plus proche de Gregory.
| Gregory | Latitude | Longitue | Diamètre |
| ------- | -------- | -------- | -------- |
| K       | 0,4° S   | 128,5° E | 26 km    |
| Q       | 0,6° N   | 125,7° E | 68 km    |